# Conus zeylanicus
Conus zeylanicus е вид охлюв от семейство Conidae. Видът не е застрашен от изчезване.

## Разпространение и местообитание
Разпространен е в Бангладеш, Британска индоокеанска територия, Индия (Андхра Прадеш, Гоа, Гуджарат, Западна Бенгалия, Карнатака, Керала, Махаращра, Ориса и Тамил Наду), Индонезия, Кения, Кокосови острови, Коморски острови, Мавриций, Мадагаскар, Майот, Малайзия (Западна Малайзия), Малдиви, Мианмар, Мозамбик, Остров Рождество, Реюнион, Сейшели, Сингапур, Сомалия, Тайланд, Танзания и Шри Ланка.
Обитава пясъчните дъна на океани и морета. Среща се на дълбочина от 18 до 70 m.